# Kišobran
Kišobran, prenosiva naprava koja služi kao zaklon od kiše. Sastoji se od drvenog, metalnog ili plastičnog štapa i rasklopivih žica s nepropusnim platnom. Njegovo podrijetlo je možda u Kini još u 11. stoljeću prije Krista, ali je poznat još i u staroj Tebi, Ninivi i Persepolisu.
Prvi rasklopivi kišobran pojavio se u Engleskoj ranih 1850-ih godina zahvaljujući izumu Henryja Hollanda koji je uveo čelične žice i Samuela Foxa koji je taj izum doradio.